# Coloratobistus dilawitimpakpak
Coloratobistus dilawitimpakpak är en insektsart som beskrevs av Oliver Zompro 2004. Coloratobistus dilawitimpakpak ingår i släktet Coloratobistus och familjen Aschiphasmatidae. Inga underarter finns listade i Catalogue of Life.